# Miriam Rodríguez Martínez
Miriam Elizabeth Rodríguez Martínez (San Fernando, 5 de febrer de 1960 - ibidem 10 de maig de 2017) va ser una activista mexicana dels drets humans. Es va convertir en una dels molts "Pares de nens desapareguts", (una classe de víctimes del crim organitzat, etiquetada així pels mitjans de comunicació locals) després que la seva filla fos raptada i assassinada. Miriam va ser assassinada per homes armats que van accedir a la seva casa el 10 de maig de 2017.

## Biografia i història
Miriam Elizabeth Rodríguez Martínez va néixer en l'estat mexicà de Tamaulipas. La seva filla, Karen Alejandra Salinas Rodríguez, va desaparèixer el 2012. Les restes de Karen van ser finalment descobertes en 2014 en una fossa comuna. Rodríguez va perseguir els assassins de la seva filla durant anys. No obstant això, al març de 2017 alguns dels homes arrestats pel cas de la seva filla van fugir de presó després del seu arrest. A més de trobar les restes de la seva filla, es va esforçar per a ajudar a altres pares els nens dels quals havien desaparegut, i d'aquí va néixer l'organització Colectivo de Desaparecidos. Va ser representant del colectivo Familiares y Amigos de Desaparecidos en el mateix estat.

## Activisme contra la impunitat
Malgrat haver pagat dues vegades pel rescat de Karen, la família Rodríguez no va rebre respostes. En 2017, tres anys després de la desaparició de la seva filla, Miriam es va encarregar de capturar pel seu compte a tots els involucrats. Es va fer passar per diferents persones, va canviar el seu aspecte diverses vegades i es va relacionar amb els familiars dels responsables. Va lliurar la informació que va recaptar a la policia i 10 persones van ser arrestades gràcies al seu treball, per la qual cosa aviat el seu nom va ressonar en els mitjans. Va sol·licitar protecció al Govern degut a la vulnerabilitat en la qual es trobava per haver-se involucrat amb el crim organitzat. No obstant això, setmanes després va ser assassinada davant de la seva casa.
Des de 2010, a Mèxic, ja havien estat reportades 26 morts de activistes pro drets. El 2017, Tamaulipas va ser declarat pel Govern de Mèxic com l'estat amb major número de desapareguts, 5,558 només a principis de l'any. El cas de Miriam Rodríguez va alertar a Sant Ferran, va aconseguir que famílies alcessin la veu i exigissin justícia a les autoritats, com ho va ser amb el segrest del jove Luciano Leal en 2020.

## Assassinat
Al març de 2017 al voltant de 20 presos a Ciudad Victoria van escapar del penal, entre ells estaven alguns dels responsables del segrest i assassinat de la seva filla. Malgrat haver demanat protecció al Govern, Rodríguez va ser assassinada el 10 de maig de 2017, dia en què Mèxic celebra el dia de la mare. Tres dels presos responsables es van dirigir al domicili de Miriam, qui va rebre 12 trets d'homes armats que van accedir a la seva casa, i va morir camí a l'hospital. En solidaritat amb ella, els manifestants van aixecar la seva veu en protesta el dia que va ser assassinada, sol·licitant als governs mexicà i dels Estats Units que garantissin la seguretat dels defensors dels drets humans.

## Difusió
La història de Miriam Rodríguez va ser adaptada al cinema en la pel·lícula La civil, dirigida per Teodora Mihai i protagonitzada per Arcelia Ramírez. En la seva estrena al 74è Festival Internacional de Cinema de Canes del 2021, va rebre una gran recepció i va tenir una ovació de 8 minuts. Va guanyar el premi al Coratge de Un certain regard.